# Prjažinskij rajon
Il Prjažinskij rajon (in russo Пряжинский район?) è un rajon della Repubblica di Carelia, nella Russia europea. Istituito nel 1930, il suo capoluogo è Prjaža.